# Stojický rybník
Stojický rybník o rozloze vodní plochy 1,06 ha se nalézá na jižním okraji obce Stojice v okrese Pardubice pod silnicí III. třídy č. 33745 vedoucí do obce Licomělice. Rybník je využíván pro chov ryb a zároveň představuje lokální biocentrum pro rozmnožování obojživelníků. V roce 2010 byla provedena jeho revitalizace a odbahnění. Pod hrází rybníka se nalézá budova bývalého mlýna, sloužící nyní k bytovým účelům.

## Galerie

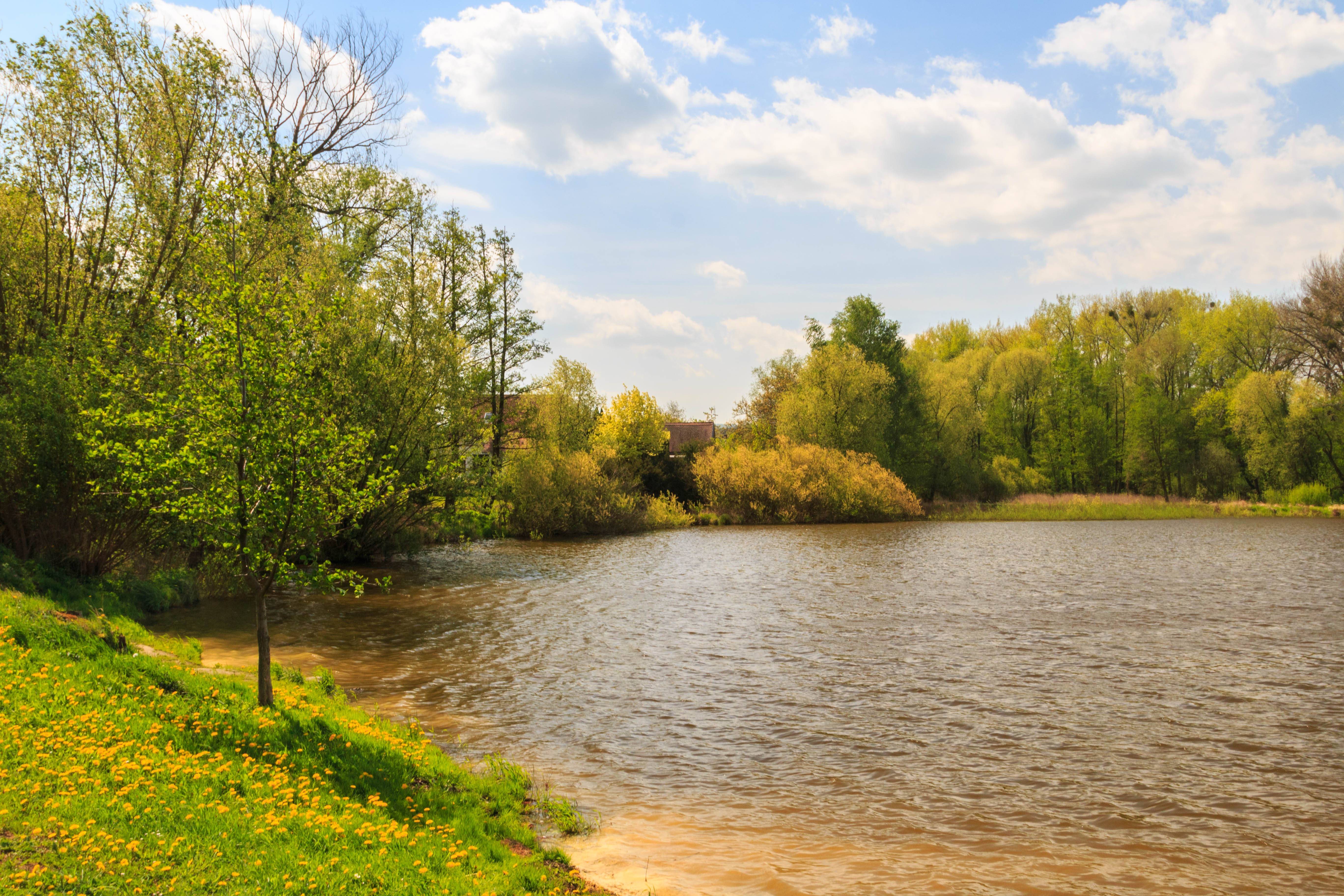
pohled na Stojický rybník
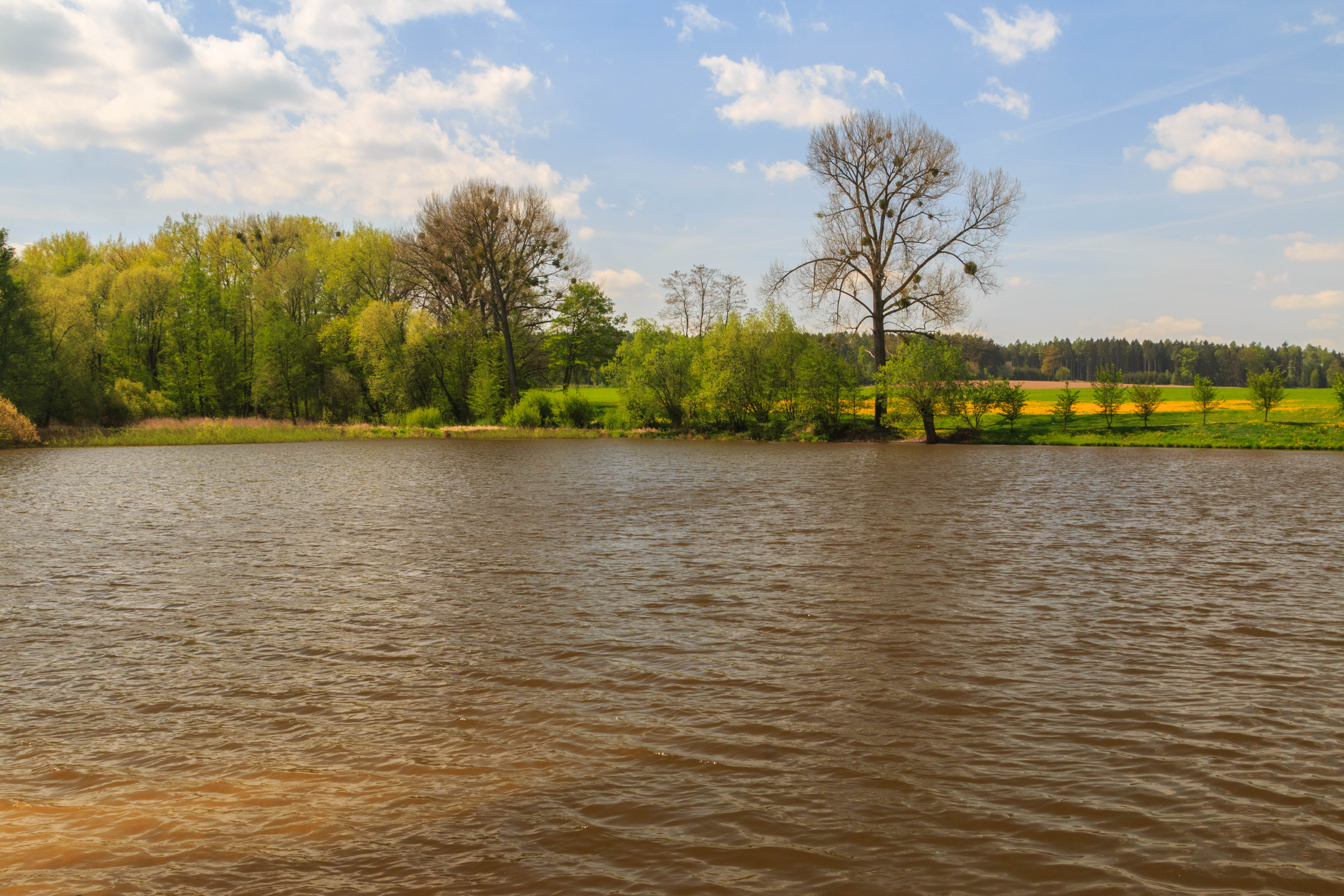
pohled na Stojický rybník
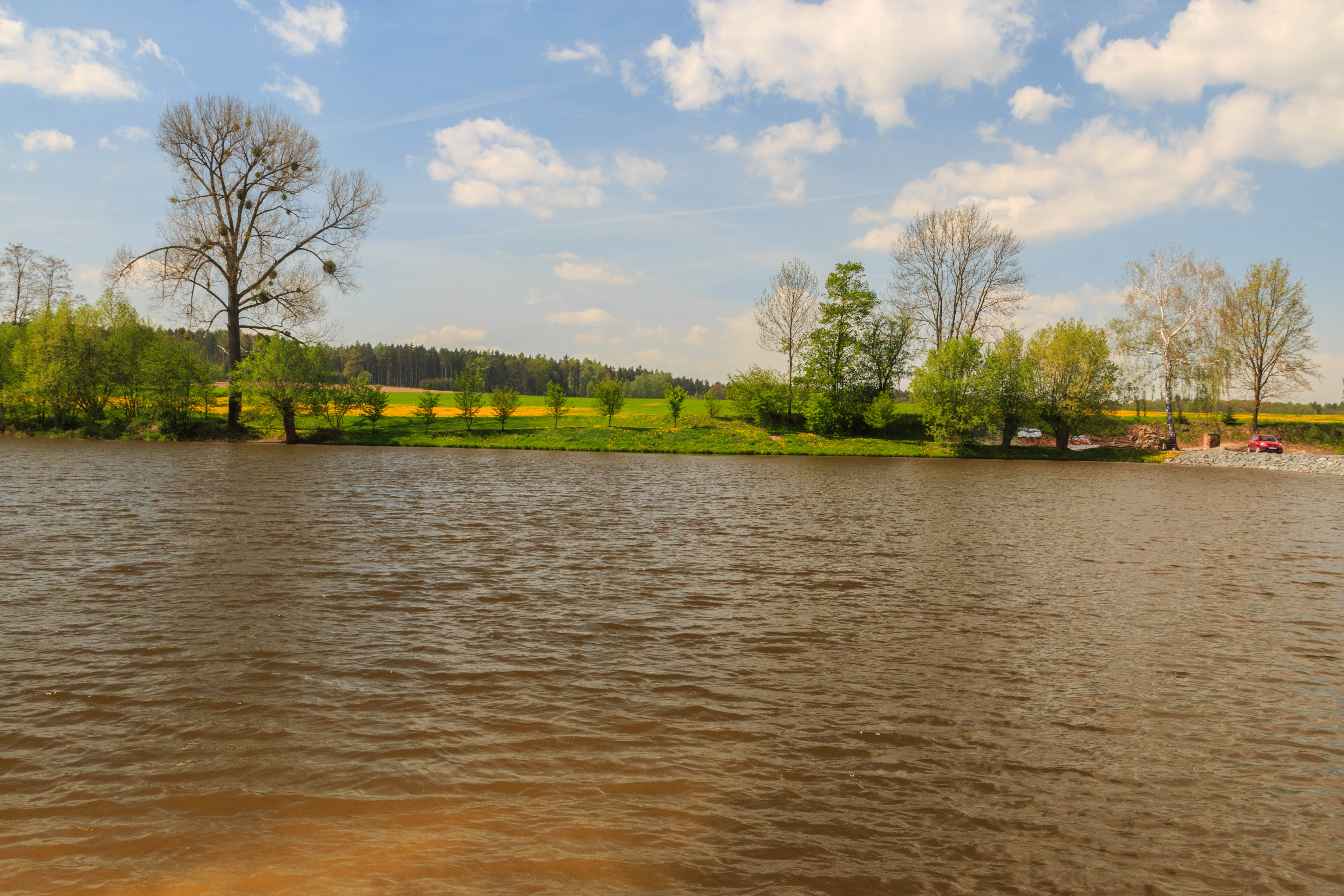
pohled na Stojický rybník